# Kaeng pa
Kaeng pa (tiếng Thái: แกงป่า, phát âm [kɛ̄ːŋ pàː], lit. 'cà ri rừng rậm' hay 'cà ri rừng nhiệt đới') là một loại cà ri Thái từ các vùng rừng núi của Thái Lan. Không giống như nhiều món cà ri khác của Thái Lan, kaeng pa truyền thống thường không chứa nước cốt dừa, vì dừa không được tìm thấy tự nhiên trong rừng ở bắc đất nước. Chất lượng khiến cho món phù hợp hơn với người ăn kiêng ít chất béo bão hòa. Tuy nhiên, có những biến thể gồm có dừa.
Kaeng pa là một loại cà ri nhiều nước và cay, có hương vị đặc biệt. Nguyên liệu thường bao gồm: vỏ và lá chanh thái sợi, sả, tiêu xanh, riềng, tỏi, cà tím và ớt. Ban đầu nó được chế biến với thịt lợn rừng, nhưng bây giờ được nấu phổ biến hơn với thịt lợn hoặc thịt gà.